# جساءة

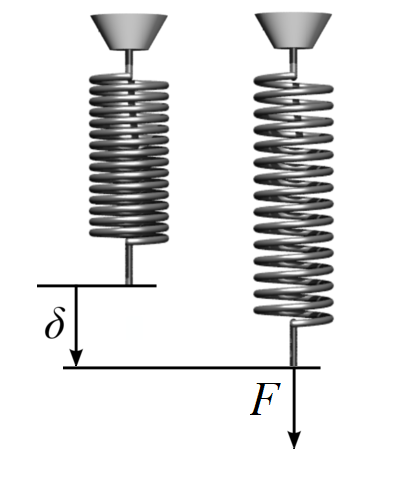

الجساءة (بالإنجليزية: Stiffness)‏ هي درجة مقاومة المواد للتشوه إذا تأثرت بقوة.
والمفهوم المقابل للجساءة هو المرونية أو قابلية الانثناء (بالإنجليزية: Flexibility)‏، فالمادة إذا قلت قابليتها للانثناء ازدادت جساءتها.